# هوزهم، یورک‌شر شمالی
هوزهم (به انگلیسی: Howsham) یک روستا و محله مدنی در بریتانیا است که در رآیدل واقع شده‌است. هوزهم ۲۷۳ نفر جمعیت دارد.